# Jett Hayward
Pour les articles homonymes, voir Hayward.
Pas d'image ? Cliquez ici

a Compétitions nationales et continentales officielles uniquement.

b Matchs officiels uniquement.
Dernière mise à jour le 13 avril 2025.
Jett Hayward, née le 22 avril 1997 à Santa Clara (États-Unis), est une joueuse internationale américaine de rugby à XV évoluant au poste de talonneur.

## Biographie
Jett Hayward naît le 22 avril 1997 à Santa Clara, en Californie, aux États-Unis. Elle étudie à l'université Stanford où elle commence la pratique du rugby à XV.
En 2022, elle joue pour le club des Life West Gladiatrix (en) en Californie. Elle est retenue avec les États-Unis en septembre 2022 pour disputer la Coupe du monde en Nouvelle-Zélande.
De nouveau retenue en mars 2023 pour une tournée en Espagne, elle connaît sa première cape internationale face à l'Espagne.

## Palmarès
- Finaliste du Super Rugby Aupiki en 2025.